# Sint-Gilliskerk (Brugge)

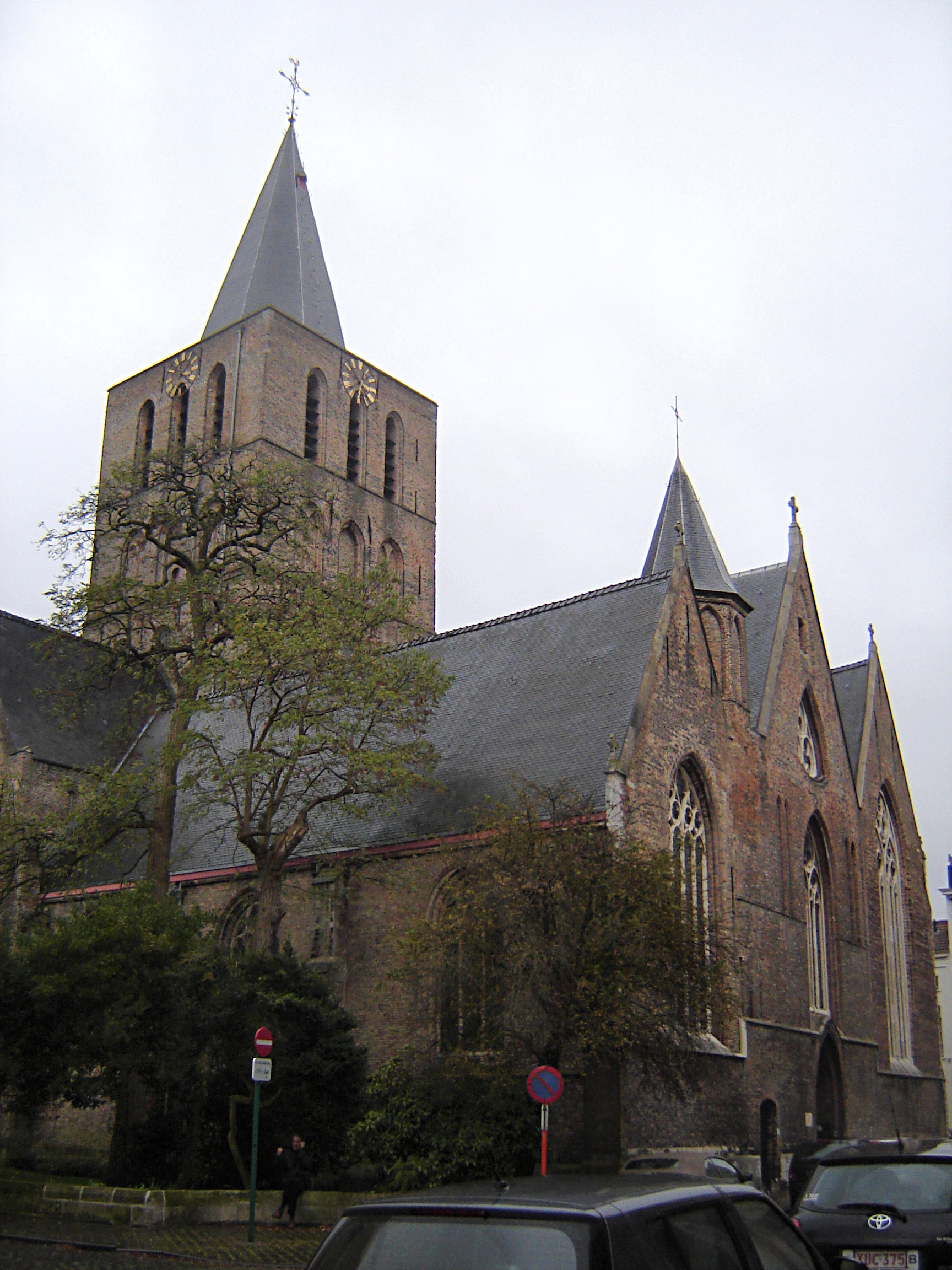
De Sint-Gilliskerk

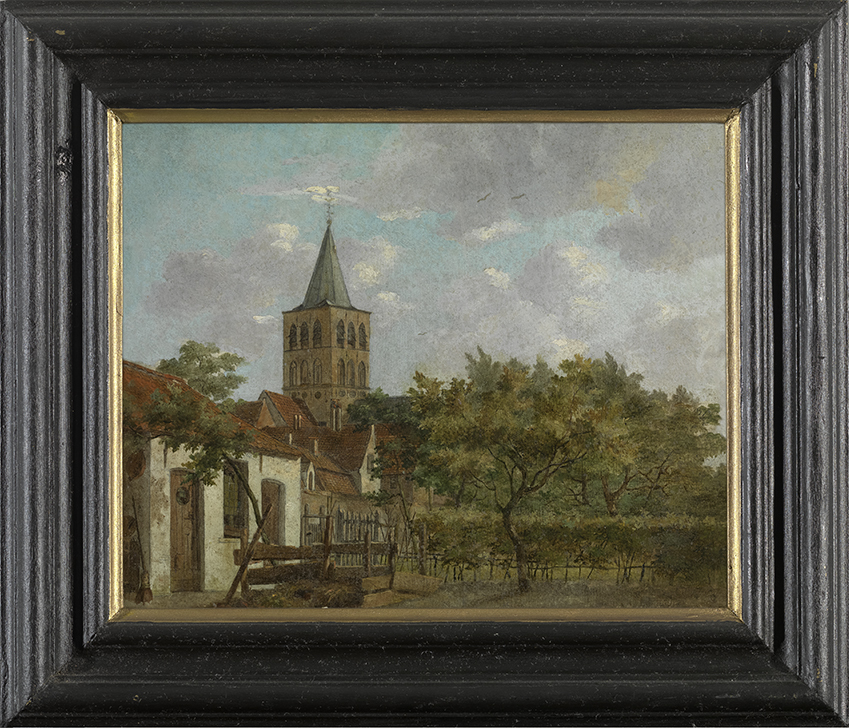
De Sint-Gilliskerk geschilderd door Lambert Noos, 1825 (Groeningemuseum).

De Sint-Gilliskerk in de Belgische stad Brugge is gelegen in de wijk en parochie Sint-Gillis, in de binnenstad.

## Geschiedenis
Rond 1240 werd de Sint-Gilliskerk gebouwd als hulpkapel van de parochie Onze-Lieve-Vrouw. Over het uitzicht van de eerste kerk zijn geen gegevens bewaard. Mogelijk was ze van hout. In 1258 werd de Sint-Gilliskerk reeds als parochiekerk vermeld. Pas rond 1311 werd de parochie zelfstandig en werd het belendende kerkhof, dat in de 19de eeuw verdween, gewijd. Ondertussen was het eerste kerkgebouw vervangen door een basilicale kerk, geïnspireerd op de Scheldegotiek. Vier zuilen in Doornikse kalksteen en de oude vensterzone van de middenbeuk bleven bewaard. Ook enkele delen van het huidige transept zijn nog 13e-eeuws.
Tussen 1462 en 1479 werd de tweede kerk verruimd tot een pseudo-hallenkerk. Tot op vandaag is aan deze vorm weinig veranderd. Hallenkerken zijn typisch voor de baksteengotiek van de kuststreek.
Tijdens de 15e en 16e eeuw vonden enkele belangrijke kunstenaars, waaronder Hans Memling, Jan Provoost, Lanceloot Blondeel, Pieter Pourbus en de familie Claeissens, hun laatste rustplaats in en rond de kerk. Van hun graven zijn geen restanten meer te vinden.
Vanaf het midden van de 17e eeuw werd de kerk aan de smaak van de barok aangepast.
In 1750 werd de toren met een verdieping verhoogd, waarbij de vier hoektorentjes op de tweede verdieping werden afgebroken. De Sint-Gilliskerk was daarna meermaals voor de sloop bestemd, maar bleef telkens gespaard, ondanks de slechte staat waarin ze verkeerde. Op het eind van de 19e eeuw onderging het gebouw een grondige neogotische restauratie onder leiding van de Gentse architect Auguste Van Assche. Deze restauratie is vooral aan het interieur merkbaar.

## Kunst
Belangrijkste kunstwerk binnen is het zogenaamde Veelluik van Hemelsdale, met taferelen uit het leven van Jezus, van de hand van Pieter Pourbus. Opmerkelijk is ook de Aankomst van Frans de Mulder te Duinkerke van Jan Garemijn (1783), dat toont hoe de Bruggeling De Mulder in de armen van zijn vader valt nadat hij door de trinitariërs is vrijgekocht uit Barbarijse slavernij. Verder zijn er schilderijen te bezichtigen van onder andere Jacob Van Oost en talrijke andere kunstwerken.